# آلن ترزیان
آلن ترزیان (ارمنی: Ալեն Թերզյան فرانسوی: Alain Terzian‎؛ زادهٔ ۲ مهٔ ۱۹۴۹) تهیه‌کننده اهل فرانسه-ارمنستان است. وی از سال ۱۹۷۸ میلادی تاکنون مشغول فعالیت بوده‌است.

## سایر سمت‌ها
- رئیس جایزه سزار (Académie des Arts et Techniques du Cinéma)
- مدیر هیئت ژوری جشنواره بین‌المللی فیلم کن

## جوایز
وی برندهٔ جوایزی همچون لژیون دونور و نشان شوالیه ملی لیاقت شده‌است.

## بخشی از فیلمشناسی
- معجون زمان ۲ (۱۹۹۸)
- فان‌فان (۱۹۹۳)
- معجون زمان (۱۹۹۳)
- سال عروس دریایی (۱۹۸۴)